# 克萊恩 (科羅拉多州)
克萊恩（英語：Kline）是位於美國科羅拉多州拉普拉塔縣的一個非建制地區。該地的面積和人口皆未知。

## 地理
克萊恩的座標為37°08′39″N 108°07′10″W / 37.14417°N 108.11944°W，而該地的平均海拔高度為2116米（即6942英尺）。